# Монтрезор, Карл Лукьянович
Карл Лукьянович Монтрезор (1786—1879) — генерал от кавалерии, член Военного совета.

## Биография
Карл Монтрезор родился в 1786 году в семье французских эмигрантов. Начал службу юнкером в Кинбурнском драгунском полку, с которым участвовал в войне с Турцией в 1807—1812 годов и за боевые отличия под Бендерами, Измаилом, Браиловом, Силистрией, Шумлой и Рущуком произведён в прапорщики (2 июля 1809 года) и поручики и в 1811 году награждён орденом св. Владимира 4-й степени с бантом.
Во время Отечественной войны 1812 года Монтрезор состоял адъютантом при Кутузове, участвовал в Бородинском сражении, за что получил чин штабс-ротмистра, и за отличие в бою при Красном произведён в ротмистры. Вслед за тем принял участие в Заграничном походе и в 1813 году был переведён в лейб-гвардии Уланский полк.
В кампании 1828—1829 годов против турок полковник Монтрезор командовал сперва Харьковским уланским полком, потом был начальником штаба всей кавалерии действующей армии и 6 декабря 1828 года за боевые отличия был произведён в генерал-майоры. В 1830 году был награждён орденом св. Анны 1-й степени (императорская корона к этому ордену пожалована в 1835 году). С начала 1831 года он сражался против бунтовавших поляков и за отличие был 21 декабря 1832 года награждён орденом св. Георгия 4-й степени (№ 4675 по кавалерскому списку Григоровича — Степанова, по другим данным орден получил за беспорочную выслугу 25 лет в офицерских чинах).
В 1837 году Карл Лукьянович Монтрезор был награждён орденом Святого Владимира 2-й степени. 1838 году Монтрезор был назначен командующим 2-й драгунской дивизией, 30 августа 1839 года произведён в генерал-лейтенанты, в 1842 году пожалован орденом Белого Орла, в 1849 году участвовал со своей дивизией в усмирении венгерского мятежа, а в 1854—1855 годах — в Восточной войне.
Произведённый 26 августа 1856 года в генералы от кавалерии, Монтрезор был назначен в том же году членом Военного совета, а затем членом генерал-аудиториата, по упразднению же последнего в 1867 г. — членом Комитета о раненых. В 1863 году награждён орденом св. Александра Невского (алмазные знаки к этому ордену пожалованы в 1869 году), 6 декабря 1878 года, в день 50-летия службы в генеральских чинах, Монтрезор был награждён орденом св. Владимира 1-й степени и удостоен звания генерала, состоящего при Особе Его Величества. Скончался в Курске 9 февраля 1879 года, из списков императорской свиты исключён 10 марта.